# 娘

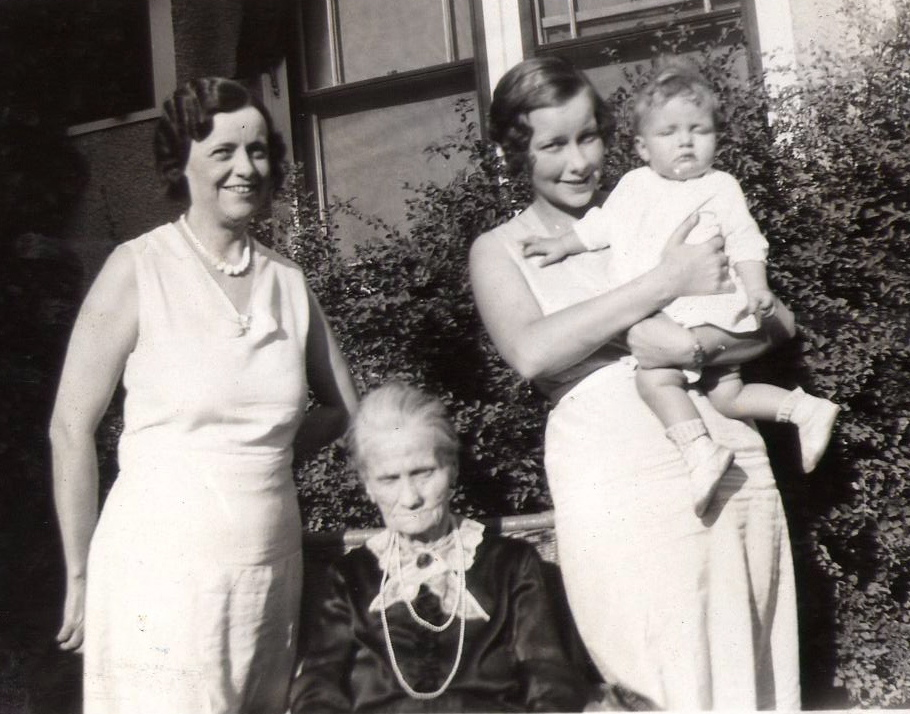
母系の4世代の女性たち。1931年

娘（むすめ、こ）とは、女性の子供、即ち本人の1親等直系卑属のうち女性である者である。対義語は息子または母。
実子または養子（養女）の場合がある。また配偶者の連れ子の女性も一般に娘と呼ぶ。他人の娘を指して息女と呼ぶことがある。
息子の妻を義理の娘ともいう。

## 語源

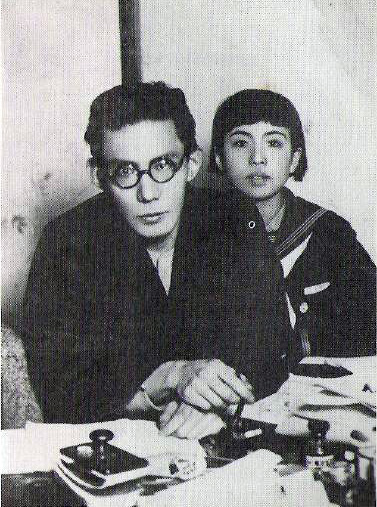
推理作家 小栗虫太郎と娘

産す女（むすめ）⇒娘（むすめ）

## 派生語
女性の孫（子供の娘）を孫娘という。対義語は孫息子（子供の息子）または祖母（親の母）。

## その他の用法
- 一般に若い女性（少女または若い成人女性）を「娘」または二人称や敬称等として「乙女」「お嬢さん」「お嬢ちゃん」「女の子」「きみ」と呼ぶこともある。
  - 若い男性については「息子」とは呼ばず、「若造」「青年」「メンズ」「お兄さん」「きみ」であり、年少の男の子には「ぼく」「少年」「きみ」と呼ぶ。
- ある物から別の似た物が生まれた場合、生まれた物を「子～」と呼ぶ場合もあるが、特に「娘～」と呼ぶ例が多い（元来は英語などからの訳語）。対して、生んだ物を「親～」と呼ぶのに対して、「母～」と呼ぶことも多い。例えば「娘細胞」「娘核種」「娘言語」など。
- 時に、少女や若い女性のことを「娘さん」と呼ぶことはあるが、非常に少なく「お嬢さん」か「お姉さん」と呼ぶことが多くなっている。一般に「お嬢さん」は未婚の女性や小さい女の子を敬って呼ぶ語で、「お姉さん」は女性に対する親称また敬称であり、姉（実姉・従姉・再従姉・義姉など）以外にも使うことがある。

## 関連用語
- 息子（男性の子供）
- 母（女性の親）
- 姪（兄弟姉妹の娘）

## 娘がモチーフの作品
- タイトルに「娘」を含むページの一覧
- 娘よ、涯なき地に我を誘え
- 娘よ (曲)
- 娘が嫁ぐ朝
- チチパパ親父!娘をたのむで!
- 箱入娘
- 娘はむすめ
- 娘・妻・母
- 狩矢父娘シリーズ
- イグアナの娘
- 娘からの宿題
- 今日も嫌がらせ弁当
- 湯を沸かすほどの熱い愛
- 娘と私
- ポネット
- 麗子像